# Warren Ham
Warren Ham (Fort Worth, 3 settembre 1957) è un cantante, sassofonista e polistrumentista statunitense, divenuto celebre per la sua militanza nella band Kansas durante i primi anni 1980 e per la lunga collaborazione con Olivia Newton-John.

## Carriera

### Kansas e AD
Nato nel Texas, fa il suo esordio nel mondo della musica nel 1973, con la band Boodrock, con la quale inciderà gli ultimi due album della loro storia. 
Ma la notorietà arriva diversi anni dopo, nel 1982, quando va in tour con i Kansas, dove dimostra le sue grandi doti di polistrumentista. Nello stesso periodo collabora con la cantante australiana Olivia Newton-John, che per i suoi brani necessitava di un partner maschile.
Nel 1984 è il fondatore della band Christian rock AD assieme a Kerry Livgren, mentre nel 1987 si unisce ai Toto, in qualità di cantante e sassofonista, come membro provvisorio.

### All Stars Band e ritorno nei Toto
Nel 2015 entra a far parte della All-Starr Band, capitanata da Ringo Starr, mentre nel 2017 torna nei Toto.
Sua figlia Rachel Talbott è anch'essa cantante.

## Discografia

### Solista
- Come On Children, 2000

### Nei Kansas
- Drastic Measures, 1983

### Negli AD
- Art of the State, 1985
- Reconstructions, 1987

### Nei Toto
- Old Is New, 2019